# Le'Veon Bell
Le'Veon Bell (Reynoldsburg, Ohio, Estados Unidos, 18 de febrero de 1992) es un jugador profesional de fútbol americano de la National Football League en la posición de Running back que actualmente juega en los Baltimore Ravens. Después de haber sido cortado por los New York Jets, Fue fichado el 15 de octubre de 2020 por los Kansas City Chiefs.

## Carrera deportiva
Le'Veon Bell proviene de la Universidad Estatal de Míchigan y fue elegido en el Draft de la NFL de 2013, en la ronda número 2 con el puesto número 48 por el equipo Pittsburgh Steelers.
Al no firmar la oferta de franquicia que le dieron los Pittsburgh Steelers, se perdió la campaña 2018 y se convirtió en agente libre en marzo de 2019 para posteriormente firmar con los New York Jets. Durante su temporada en los Steelers , realizó una aparición en el videojuego Call of Duty: WWII. Su compañero Alejandro Villanueva también aparece en el videojuego gracias a haber sido marine y veterano de guerra de Afganistán.

## Estadísticas generales
| Yardas | Touchdowns | Promedio |
| 556    | 3          | 4.9      |

## Vida personal
En 2022 apareció en el concurso de televisión de Fox The Masked Singer, bajo la máscara de Batido.